# Mark Tewksbury
Mark Tewksbury (n. 7 februarie 1968, Calgary, Alberta, Canada) este un înotător canadian, medaliat olimpic. A participat la 2 ediții ale Jocurilor Olimpice (1988, 1992) în care a câștigat două medalii de aur, două medalii de argint și o medalie de bronz.